# 이규민 (축구 선수)
이규민(李圭愍, 2005년 9월 28일 ~ )은 대한민국의 축구 선수이다. 포지션은 왼쪽 윙어이다. 현재 포항 스틸러스 소속이다.

## 수상 내역

### 구단

#### 포항 스틸러스
- 코리아컵
  - 우승 : 2024